# Йолинк, Бернард
Бернард (Бенни) Йолинк (нидерл. Bernard (Bennie) Jolink; род. 6 сентября 1946) — голландский рок-музыкант, гитарист и автор песен. Солист группы Normaal.

## Биография

### Музыкальная карьера
Бенни Йолинк родился в деревне Хюммело 6 сентября 1946 года. После окончания средней школы, Йолинк учился в академии искусств в городе Хенгело. Помимо академии, Йолинк также пел в клубах и на разных небольших концертах. Позже, окончив академию, он получил образование художника.
В 1973 году, в возрасте 27 лет Бенни Йолинк вместе со своим другом барабанщиком Яном Мансхотом основали группу Normaal. Йолинк является единственным бессменным участником коллектива со дня её основания. Наряду с ним мог бы быть Ян Мансхот, если бы не умер в 2014 году.
 В 1975 году Бенни Йолинк впервые исполнил песню на ахтерхукском диалекте. До этого момента группа исполняла песни на английском языке. Выступление на ахтерхукском диалекте было столь успешным, что с тех пор группа все свои песни исполняли на этом наречии.
В 1977 году группа Normaal становится известной благодаря песне «Oerend hard», к которой Йолинк написал слова.
На данный момент Бенни живёт в родной деревне Хюммело унд Кеппель на ферме вместе со своей женой.

### Другие занятия
Помимо музыки, Бенни Йолинк увлекается мотоспортом. Из-за своего увлечения Йолинк неоднократно попадал в аварии. В 1992 году Йолинк попал в больницу
после автомобильной аварии. Как сообщается, он был в нетрезвом состоянии. Бенни вместе со своим сыном Гейсом организовали группу Motorband, которая пропагандирует мотоспорт и оказывает помощь молодым гонщикам.
В 2006 году Бенни Йолинк посетил голландских солдат в Афганистане.
В 2001 году был снят документальный фильм «Ik kom altied weer terug» о жизни Йолинка режиссёром Франком ван Энгелем. В фильме говорилось о личной и публичной жизни музыканта. В 2005 году была написана его биография журналистом Йозем Пальмом.
В августе 2012 года Йолинк был втянут в скандал. Он написал картину, на которой политик Герт Вилдерс был изображён вместе с Адольфом Гитлером
и террористом Андерсом Брейвиком и свастикой. Вилдерс назвал картину «отвратительной». Из-за своих картин Йолинк попадал в неловкие
ситуации и получал угрозы.
После распада группы «Normaal» Йолинк заявил, что отныне он будет заниматься сольной музыкальной деятельностью
. 

### Болезнь
В 2016 году состояние здоровья Бенни ухудшилось, и он вынужден был провести некоторое время в больнице, а также приостановить свою концертную деятельность.

## Дискография
- Oerend hard (1977)
- Ojadasawa (1978)
- D’n Achterhoek tsjoek (1979)
- Høken is normaal (1980)
- Deurdonderen (1982)
- De boer is troef (1983)
- De klok op rock (1984)
- Steen stoal en sentiment (1985)
- Zo kommen wi-j de winter deur (1985)
- Kiek uut (1986)
- Noar 't café (1987)
- Da’s normaal (1988)
- Rechttoe rechtan (1989)
- H.A.L.V.U. (1991)
- Buugen of barsten (1992)
- Gas d’r bi-j (1994)
- Top of the bult (1996)
- Krachttoer (1997)
- Høken, kreng (1998)
- Effe zitten (2000)
- Van tied tut tied (2000)
- Ik kom altied weer terug (2001)
- Høk & swing (2003)
- Fonkel (2004)
- Hier is Normaal (2006)
- Ni-je NRS (2008)
- De Blues eLPee (2009)
- Halve Soul, Helemoal Høken (2012)